# Lernanthropus chacchi
Lernanthropus chacchi is een eenoogkreeftjessoort uit de familie van de Lernanthropidae. De wetenschappelijke naam van de soort is voor het eerst geldig gepubliceerd in 2010 door Suárez-Morales, Reyes-Lizama & González-Solís.